# Chapelle du Flachis (Orchimont)
La Chapelle du Flachis (ou Flachi) est un édifice religieux catholique sis entre Orchimont et Conrad (commune de Vresse-sur-Semois) dans la province de Namur, en Région wallonne de Belgique. Construite en 1949 elle rappelle le souvenir des militants belges qui perdirent leur vie dans le maquis de la Basse-Semois, à la fin de la Seconde Guerre mondiale.

## Histoire
Le 2 septembre 1944 un violent accrochage eut lieu entre les volontaires du maquis ardennais (groupe D) et un régiment de panzergrenadier allemands qui contrôlaient les ponts sur la Semois. Le combat dura cinq heures. Plusieurs résistants perdent la vie au lieu-dit ‘Flachis’, dont Paul Bollingh, de Saint-Trond et le jeune universitaire flamand de Bruges, Jan Daelemans. Ce dernier s’était marié le 23 août à Louvain, avant de s’engager dans la résistance et le maquis. 
En 1949, la veuve du jeune Daelemans, elle-même infirmière et membre de la résistance, fit construire la chapelle du Flachis en souvenir de son époux, alors âgé de 23 ans. 
Une plaque scellée au mur de droite, à l’intérieur de la chapelle, rappelle les noms des 20 résistants du Groupe D, tombés au champ d’honneur du maquis de la Basse-Semois.  A la fin du mois d’août, chaque année, une cérémonie particulière rappelle leur souvenir.

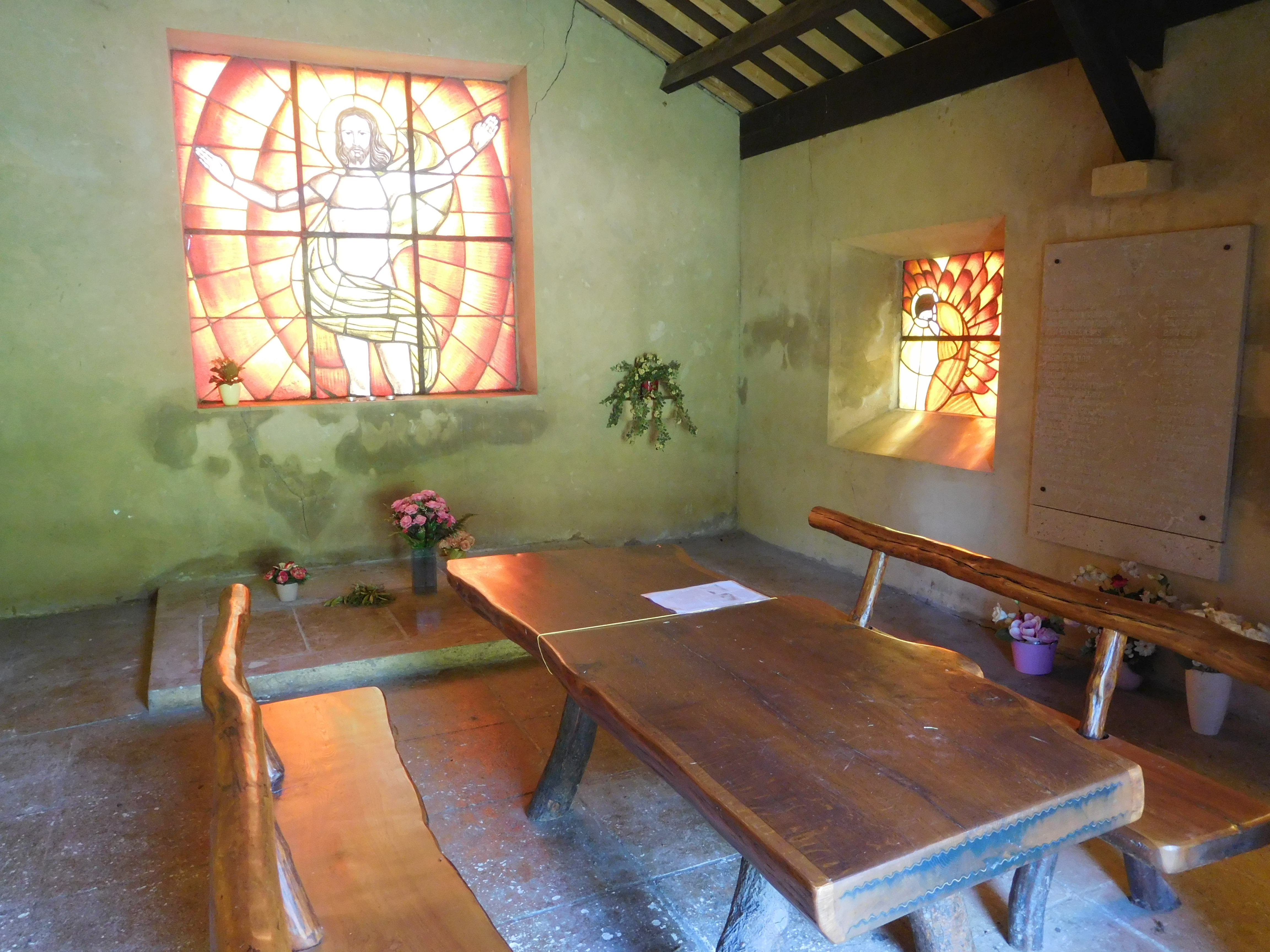
Intérieur de la chapelle